# Ida Ørskov
Ida Ørskov (Copenhaguen 8 de gener 1922 – 10 abril 2007) va ser una metgessa i bacteriòloga danesa que, en la seva tesi doctoral sobre els Klebsiella, va fer el primer estudi científic sobre el risc de les infeccions creuades en els hospitals.

## Biografia
Va néixer Ida Oppenhouser (Ørskov era el cognom del seu marit), filla de Johannes Georg Oppenheuser, pintor i gravador de coure, i de la seva esposa Helga Christensen. El 1941 va començar a estudiar a l'escola N. Zahle, que aleshores era una escola superior per a noies, on aquestes podien seguir estudis lliures o formar-se com a mestres. Una professora de química va fer despertar en ella l’interès per les ciències naturals, i Ida va decidir estudiar medicina. A la Facultat va conèixer Frits Ørskov, que seria després el seu marit i que era fill de Jeppen Ørskov, bacteriòleg que aleshores dirigia l’Institut Noruec del Sèrum (Statens Serum Institut). Ida es va interessar per la bacteriologia.
El 1948 es va llicenciar en medicina a la Universitat de Copenhaguen i el 1959 Ida va començar a treballar com a ajudant a temps complert a l’Institut Noruec del Sèrum, que aleshores dirigia Fritz Kauffmann, reconegut internacionalment per la seva recerca sobre els antígens bacterians (els estimuladors del sistema immunitari) i la classificació que va fer dels nombrosos serotipus de Salmonella, coneguda com a classificació de Kauffmann-White.
El 1948 va casar-se amb Frits Ørskov, amb qui va tenir dos fills: Pernile (1951) i Claus (1958).

## Trajectòria professional i recerca
El 1956, Ida va doctorar-se amb una tesi que va ser un dels primers treballs que demostraven la presència d’infeccions bacterianes creuades en els hospitals. Ella i el seu marit van investigar els factors de virulència i altres propietats de la superfície bacteriana, especialment en colibacil. Mentre feia el doctorat, Ida ja va publicar diversos articles sobre les infeccions hospitalàries per Klebsiella i sobre els antígens O en Klebsiella.
De 1964 a 1992 va dirigir el departament d’Escherichia coli de l'Institut Noruec del Sèrum, que era també el Centre Col·laborador de Referència i Recerca sobre Escherichia coli de l'Organització Mundial de la Salut (actualment, World Health Organization Collaborating Centre for Reference and Research on Escherichia and Klebsiella, Statens Serum Institut). Durant aquell temps es va crear un centre nacional sobre Salmonella i un altre d’internacional sobre Klebsiella. El departament d’E.coli que dirigia Ida era un referent mundial per a les infeccions per colibacils en els humans i en altres animals i mantenir relacions estretes amb els principals laboratoris de recerca de tot el món.
Entre 1956 i 1957 els Ørskov van passar catorze mesos en el laboratori de Joshua Lederberg a Madison (Wisconsin, EUA). El 1958, Lederberg va rebre el premi nobel de Fisiologia o Medicina per la seva participació en els primers experiments de genètica bacteriana. L’interès d’Ida i Frits Ørskov per treballar amb Lederberg era per familiaritzar-se amb les tècniques de laboratori que s'empraven per classificar els colibacils en nombrosos grups ben caracteritzats. La genètica era fonamental per treballar amb Escherichia coli en el laboratori. Cal destacar també l'estreta relació que van mantenir amb l’Institut Max Planck d’Immunobiologia de Friburg (actualment Institut Max Planck d’Immunobiologia i Epigenètica), que van enviar alguns investigadors joves a estudiar amb Ida i Frits Ørskov.
L’interès comú en un antigen de superfície significatiu, K1 que eren la causa de la major part de meningitis per Escherichia coli en nadons, va fer que es posessin en contacte amb John B. Robbins, dels Instituts Nacionals de Salut dels Estats Units (National Institutes of Health, NIH), i entre el 1977 i 1982 els Ørskov van passar com a investigadors visitants en total més d’un any a l’NIH.
Quan Ida i Frits Ørskov van deixar l’Institut del Sèrum, el 1992, es va organitzar un simposi internacional, amb la participació de col·laboradors seus de nomenada internacional de Finlàndia, Alemanya i els Estats Units.
El llistat de publicacions d’Ida comprèn més de 200 treballs, la majoria dels quals van ser fets conjuntament amb el seu marit. El darrer article que van publicar és de 1998.

## Reconeixements
- Premi Paul Ehrlich (1965)
- Beca Tagea Brandt (1978). Les beques Tagea Brandt, establertes el 1905 per Vilhem Brandt en memòria de la seva esposa Tagea, es concedeixen a dones que han fet contribucions destacades en algun àrea del coneixement.[9]